# Kaplica Ikony Matki Bożej „Wszystkich Strapionych Radość” w Knorydach
Kaplica pod wezwaniem Ikony Matki Bożej „Wszystkich Strapionych Radość” – prawosławna kaplica-sanktuarium w Knorydach. Należy do parafii Zaśnięcia Matki Bożej w Boćkach, w dekanacie Bielsk Podlaski, diecezji warszawsko-bielskiej, Polskiego Autokefalicznego Kościoła Prawosławnego.

## Historia
Kaplicę wzniesiono w 1872 r. z inicjatywy mieszkańca Knoryd, Pawła Cara. Znajdowała się ona na łące około 500 m na północ od wsi, gdzie według legendy w miejscu objawienia Matki Bożej wytrysnęło źródło. W 1992 r. świątynia została gruntownie wyremontowana.
Kaplica wraz z wyposażeniem doszczętnie spłonęła wskutek podpalenia w nocy z 31 lipca na 1 sierpnia 2016 r. Odbudowa trwała niespełna rok; 23 czerwca 2017 r. nowa świątynia została oddana do użytku. Dopiero po półtora roku od podpalenia kapliczki, w grudniu 2017 r., aresztowani zostali sprawcy jej podpalenia.
Główna uroczystość obchodzona jest w dziesiąty piątek po Wielkanocy oraz 24 października – w święto Ikony Matki Bożej „Wszystkich Strapionych Radość”.

## Architektura
Budowla drewniana, o konstrukcji zrębowej, salowa. Wejście poprzedzone obszernym gankiem. Na tyłach nawy przybudówka zamknięta wielobocznie. Nad nawą blaszany dach namiotowy, z wieżyczką zwieńczoną cebulastym hełmem. W obrębie kaplicy znajduje się otoczone kultem źródełko, z którego woda wyprowadzana jest na zewnątrz.

## Informacje dodatkowe
W Knorydach znajduje się jeszcze jedna kaplica prawosławna – pod wezwaniem św. Jerzego Zwycięzcy, położona na cmentarzu.